# 日本ハム・ソーセージ工業協同組合
日本ハム・ソーセージ工業協同組合（にほんハムソーセージこうぎょうきょうどうくみあい、英文名称：JAPAN HAM&SAUSAGE PROCESSORS COOPERATIVE ASSOCIATION）は、日本国内におけるハム・ソーセージ・ベーコンなどの食肉加工品生産に関わる事業従事者・企業を組合員とし、製造のために必要な資材の斡旋や、機械のリースなどの活動を行う協同組合である。本部は東京都渋谷区恵比寿1丁目5-6のハムソーセージ会館。

## 概要
現在の「一般社団法人日本食肉加工協会」の前身「社団法人日本食肉加工協会」が行っていた食肉加工資材の斡旋等の事業を継承する形で1949年（昭和24年）12月10日に「日本食肉加工業協同組合」として発足。その後1961年（昭和36年）に「日本ハム・ソーセージ工業協同組合」に改称した。
ハム・ソーセージ・ベーコン、略してハムソベに代表される食肉加工品について、一般向けに正しい知識や情報を発信するため、他団体とも協力して啓発事業を実施している。また、ハムソベ製造に必要な資材（天然腸などの食用物資や調理用具・書籍等）の共同購入、加工用機材のリース、職能技能検定などを実施している。
組合員には、食肉加工品業界の大手4社である日本ハム株式会社・伊藤ハム株式会社・プリマハム株式会社・丸大食品株式会社のほか、日本全国の食肉加工事業者が名を連ねる。
また、Youtubeチャンネル「ハムソベクッキング」を運営し、ハムソベを活用した料理レシピを紹介している。

## 刊行物
- 『日本食肉加工情報[5]』